# Rotor (máquina eléctrica)

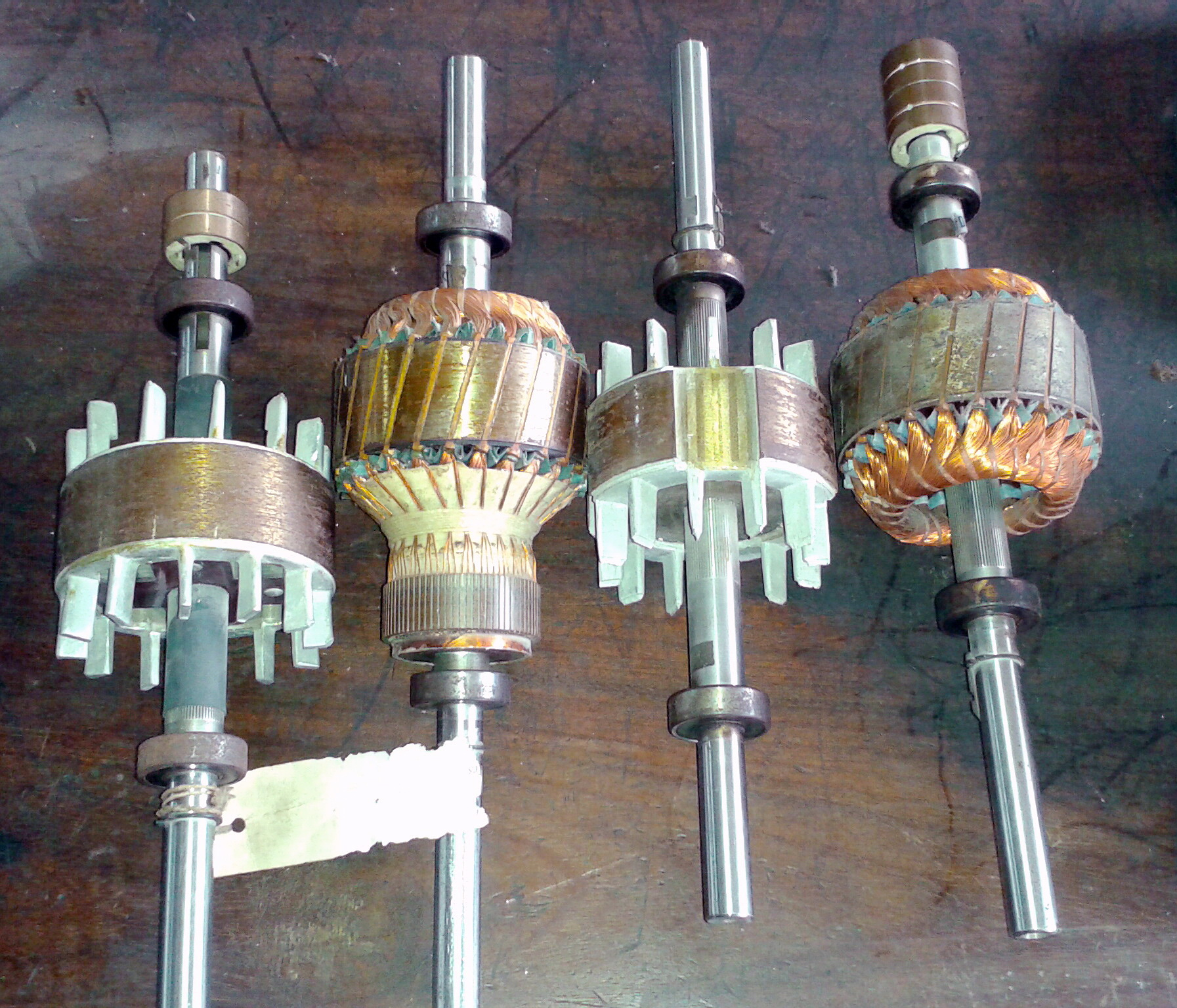
Selección de varios tipos de rotores de máquinas eléctricas.

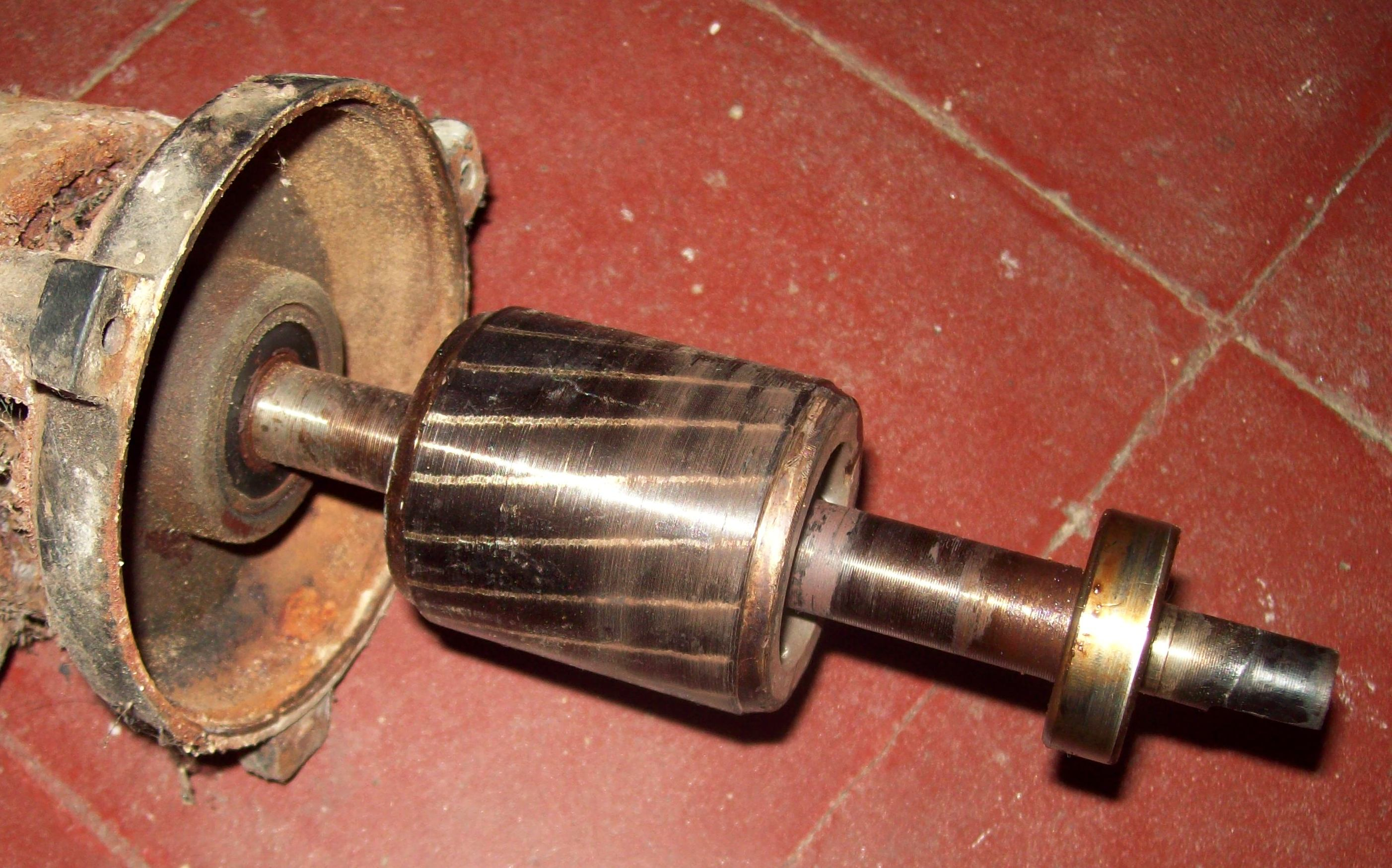
El rotor de un motor de corriente alterna, denominado también como "jaula de ardilla".

El rotor es el componente que gira (rota) en una máquina eléctrica, ya sea un motor o un generador eléctrico. Junto con su contraparte fija, el estator, forma el conjunto fundamental para la transmisión de potencia en motores y máquinas eléctricas en general.
El rotor está formado por un eje que soporta un juego de bobinas arrolladas sobre un núcleo magnético que gira dentro de un campo magnético creado bien por un imán o por el paso por otro juego de bobinas, arrolladas sobre unas piezas polares, que permanecen estáticas y que constituyen lo que se denomina estator de una corriente continua o alterna, dependiendo del tipo de máquina de que se trate.
En máquinas de corriente alterna de mediana y gran potencia, es común la fabricación de rotores con láminas de acero eléctrico para disminuir las pérdidas asociadas a los campos magnéticos variables, como las corrientes de Foucault y las producidas por el fenómeno llamado histéresis.

## Historia

### Inicios
La primera aparición del rotor fue hacia finales del siglo XIX, entre 1890 y 1893, por la empresa GM (General Motors) en Inglaterra.

### SigloXX
A principios del siglo XX los rotores estuvieron presentes en barcos, tanques y automóviles en la Primera Guerra Mundial.